# Campolongo al Torre
Campolongo al Torre – miejscowość i gmina we Włoszech, w regionie Friuli-Wenecja Julijska, w prowincji Udine.
Według danych na rok 2004 gminę zamieszkiwało 716 osób, 143,2 os./km².